# Cirkuskongen
Cirkuskongen er en amerikansk stumfilm fra 1920 af J. P. McGowan.

## Medvirkende
- Eddie Polo som Eddie King
- Corrine Porter som Helen Howard
- Kittoria Beveridge som Mary Warren
- Harry Madison som James Gray
- Charles Fortune som John Winters
- J. P. McGowan
- J.J. Bryson
- Dorothy Hagan
- Viola Tasma
- Tom London
- Jay Marchant
- Frank Shaw
- Bruce Randall
- Jack Newton